# 髯管花
髯管花（学名：Geniostoma rupestre）为马钱科髯管花属下的一个种。